# Görmeli
Görmeli es un pueblo en la ladera de las montañas cerca de Ermenek, en la provincia de Karaman, Turquía.

## Geografía

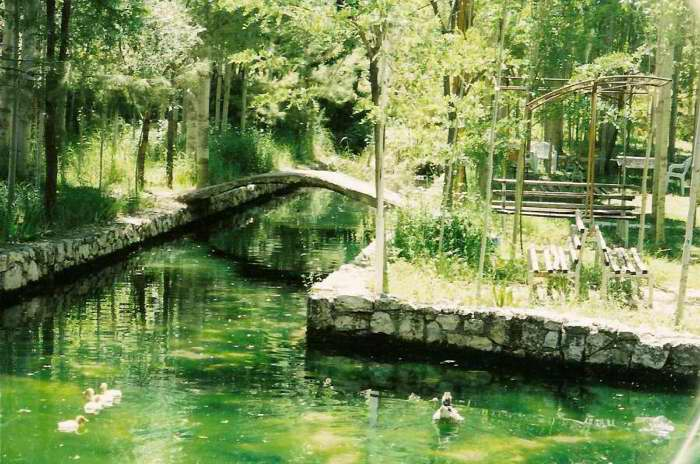
Una vista del pueblo

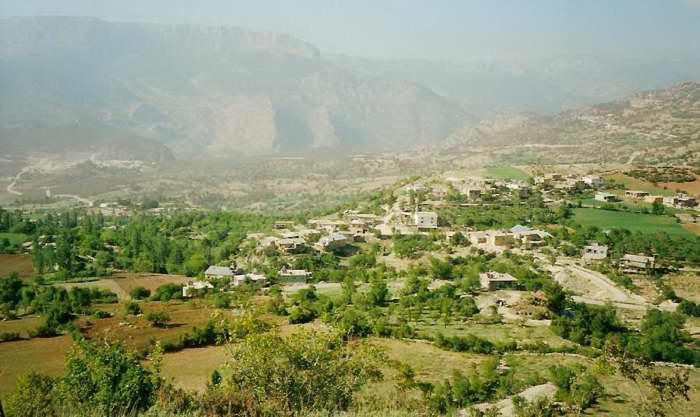
Vista de la zona de Kışla.

Görmeli, se encuentra en la región Karaman, en las laderas de las montañas Taurus. Se encuentra 18 km al sur este de la ciudad de Ermenek, en la provincia de Karaman, y a 90 km de la ciudad turística mediterránea de Anamur. 
El pueblo está sobre la ruta principal entre Ermenek y Gülnar. Está rodeado de altas montañas y pobladas de bosques. La zona es muy productiva debido a lo fertilidad y humedad de sus suelos, que podigan una amplia variedad de frutas y hortalizas. Görmeli posee un conjunto de paisajes muy llamativos con prados, arroyos, vegetación frondosa, animales y el tradicional estilo de vida de la gente.

## Historia

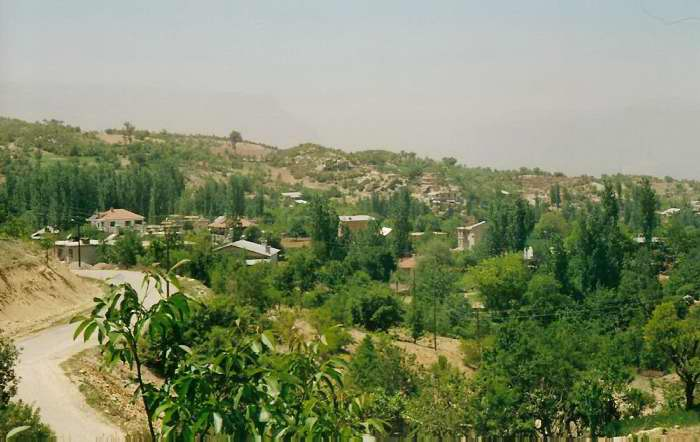
Vista de la zona de Çayır.

No se sabe cuando fue fundado el pueblo. Pero se dice que las personas fueron traídas de Adana por el Emirato de Karamanid cientos de años atrás. Ala Köprü también se le llama Görmel Köprüsü es un puente de 5 kilómetros de distancia de la village. Fue construido por Karamanid Emirato. Es una sorprendente que haya sobrevivido hasta nuestros días, posee una longitud de 27m y un acho de 4,70 m. El futuro del histórico puente es una tragedia, ya que va a ser en el marco del Ermenek presa que se está construyendo actualmente. Hay un edificio histórico llamado Castillo de Mennan en Nısa Vecindad cerca Görmeli. Mennan el lugar a donde refugiarse pulg El castillo fue construido con rocas en un estricto perpendicular montaña. Es el castillo que Karamanid arrebatado a otomano Gedik Ahmet Pasha, y como resultado de este Pir Ahmet Bey se suicidó en el mismo. El castillo se ve ruinas en la actualidad, es arruinado por la buscadores de tesoros. Las autoridades no conceden la suficiente importancia a este edificio histórico y que ha venido sufriendo durante años

Usted puede degustar comida tradicional acuoso llamado Batırma. Es consistía en pequeñas piezas de trigo, tomate, pimienta, perejil, sésamo, nuez. Estos contenidos son de carácter mixto y amasado con agua fría. Se sirve con pimientos frescos, pepinos, coles hervidas, berenjenas, tomates y hojas de uva hervidas. También hay otro llamado Tarhana alimentos tradicionales. No se puede hacer tanto con la carne picada y las patatas. El ingrediente que se mezcla con el trigo, salsa de tomate, cebolla, el pimiento y el perejil. La mezcla es amasado y entonces es en forma de palma. Las piezas son de roble en la parrilla de carbón. El pueblo se levanta tan temprano y la mayoría de ellos van a tener sus campos o sus animales a los pastos o de las montañas
Las colinas más bajas y caras de Görmeli no está muy bien formado para la agricultura. Habitantes mayoría creciente de la venta de frutas, verduras, productos lácteos o de ganadería. "Görmeli la Uva" son muy famosos, hay muchos jardines de la uva en todos los campos, sino también de manzana, higo, nuez, granada árboles están creciendo demasiado. Cada familia tiene animales, varias cabras, vacas, pollos. Las ovejas no es preferido por los campesinos, ya que los animales no pueden adaptarse tierras montañosas. Además los campesinos no comen carne de ovino. Los últimos años, las personas vacunadas de crecer especial frutas de árboles jóvenes en la mesetas más altas de la aldea. Esta actividad económica también contribuye presupuesto de caja de aldea
- Datos: Q1559548
- Multimedia: Görmeli / Q1559548

1. ↑  Worldpostalcodes.org,código postal n.º 70500.